# Brigi Rafini
Brigi Rafini (Iferouane, Agadez, 7 de abril de 1953) é um político  nigerino, primeiro-ministro do Níger de 7 de abril de 2011 a 3 de abril de 2021.
De etnia tuaregue, Rafini foi  ministro de Agricultura  no final dos anos 1980 e, por quatro vezes, vice-presidente da Assembleia Nacional entre 2004 e 2009.
Mahamadou Issoufou, depois de sua vitória na  eleição presidencial, anunciou  Rafini como primeiro-ministro, em  abril de 2011. Além de Rafini, o presidente Mahamadou Issoufou,  anunciou a composição do governo, formado por 23 pessoas, em sua maioria membros do Partido Nigerino pela Democracia e o Socialismo.